# Porumbacu de Jos, Sibiu
Porumbacu de Jos (în germană Unter-Bornbach, în trad. „Pârâul Born din Jos”) este satul de reședință al comunei cu același nume din județul Sibiu, Transilvania, România.

## Așezarea
Localitatea este situată la poalele Munților Făgăraș, cu numeroase obiective turistice în împrejurimi. Este singura cale de acces spre cabana Negoiu, una din cele mai frumoase cabane din zonă. La câțiva kilometri de comună, se află un mic sat turistic, format doar din cabane de lemn.

## Istoric
- Din registrul conscripțiunii[2] din 1733, realizate la cererea episcopului greco-catolic Inocențiu Micu-Klein, aflăm că la Porumbacu de Jos au fost recenzate 150 de familii, adică vreo 750 de persoane[3]. Din registrul aceleiași conscripțiuni, mai afăm numele preoților care serveau în localitatea Porumbacul de Jos, la momentul conscripțiunii: Illye (Ilie), Rad (Radu), Opre (Oprea), Sztreze (Streza), (toți uniți), precum și Szimion (Simion) (neunit, adică ortodox)[3]. La Porumbacul de Jos funcționa o biserică[3]. Denumirea localității, Alsó-Porumbak, precum și numele preoților erau redate cu ortografie maghiară, întrucât rezultatele recensământului erau destinate unei comisii formate din neromâni, în majoritate unguri[4].

In prezent, Porumbacu de Jos se află la 33 km de orasul Sibiu, aproximativ la jumătatea distanței dintre Sibiu și Făgăraș, pe drumul european E68.

Porumbacu de Jos se află pe malul râului Porumbac ce are pe cursul său 3 cascade, una naturală și 2 făcute de mâna omului.

În prezent, aproximativ 1000 de persoane au o locuință aici, dar numai 500 locuiesc permanent aici.

## Monumente
- Biserica ortodoxă
- Biserica greco-catolică
- Cimitirul Eroilor din Primul Război Mondial[5]

## Personalități
- Antoniu Mandeal (1872 - 1934), delegat în Marea Adunare Națională de la Alba Iulia 1918
- George Neamțu (1881 - ?), deputat în Marea Adunare Națională de la Alba Iulia 1918

## Imagini

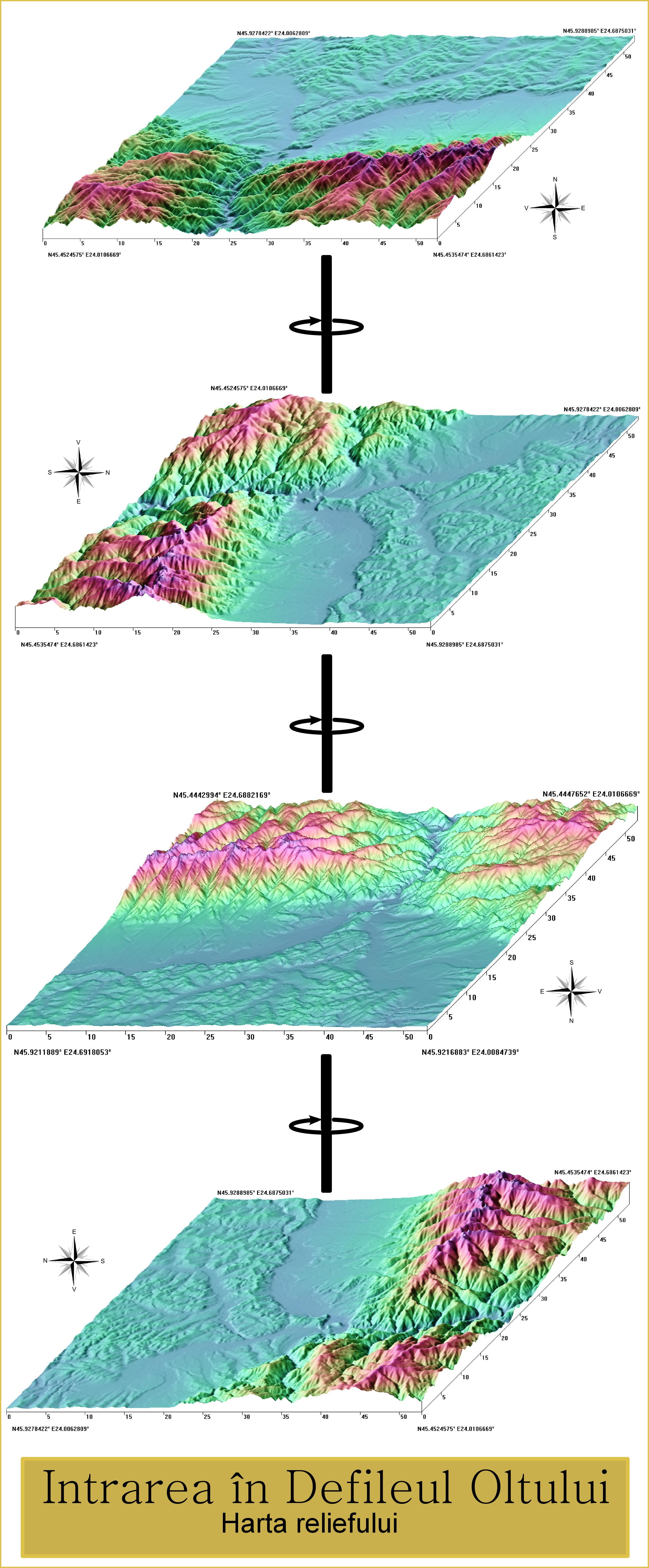
Harta topografică la intrarea Oltului în defileu
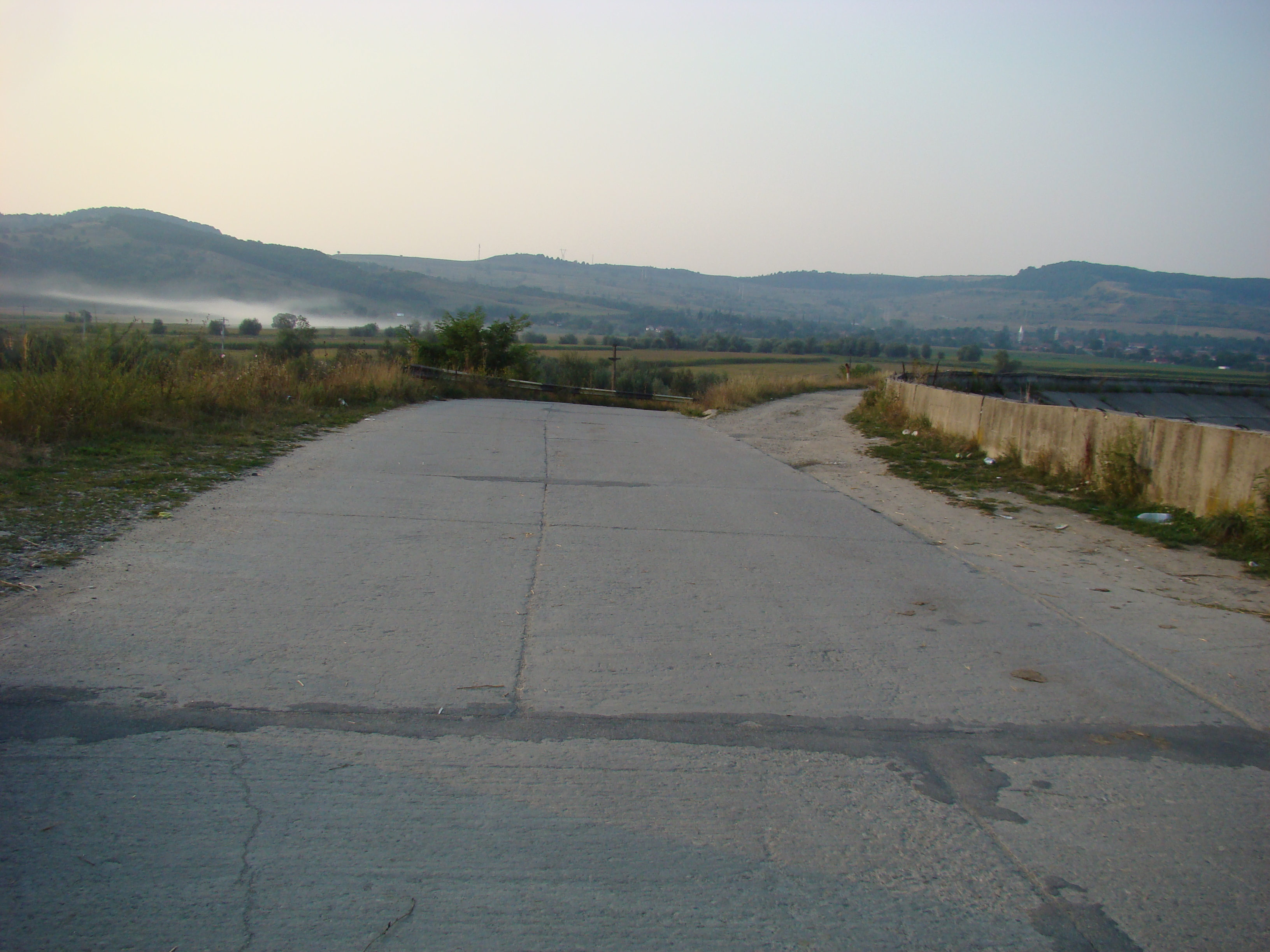
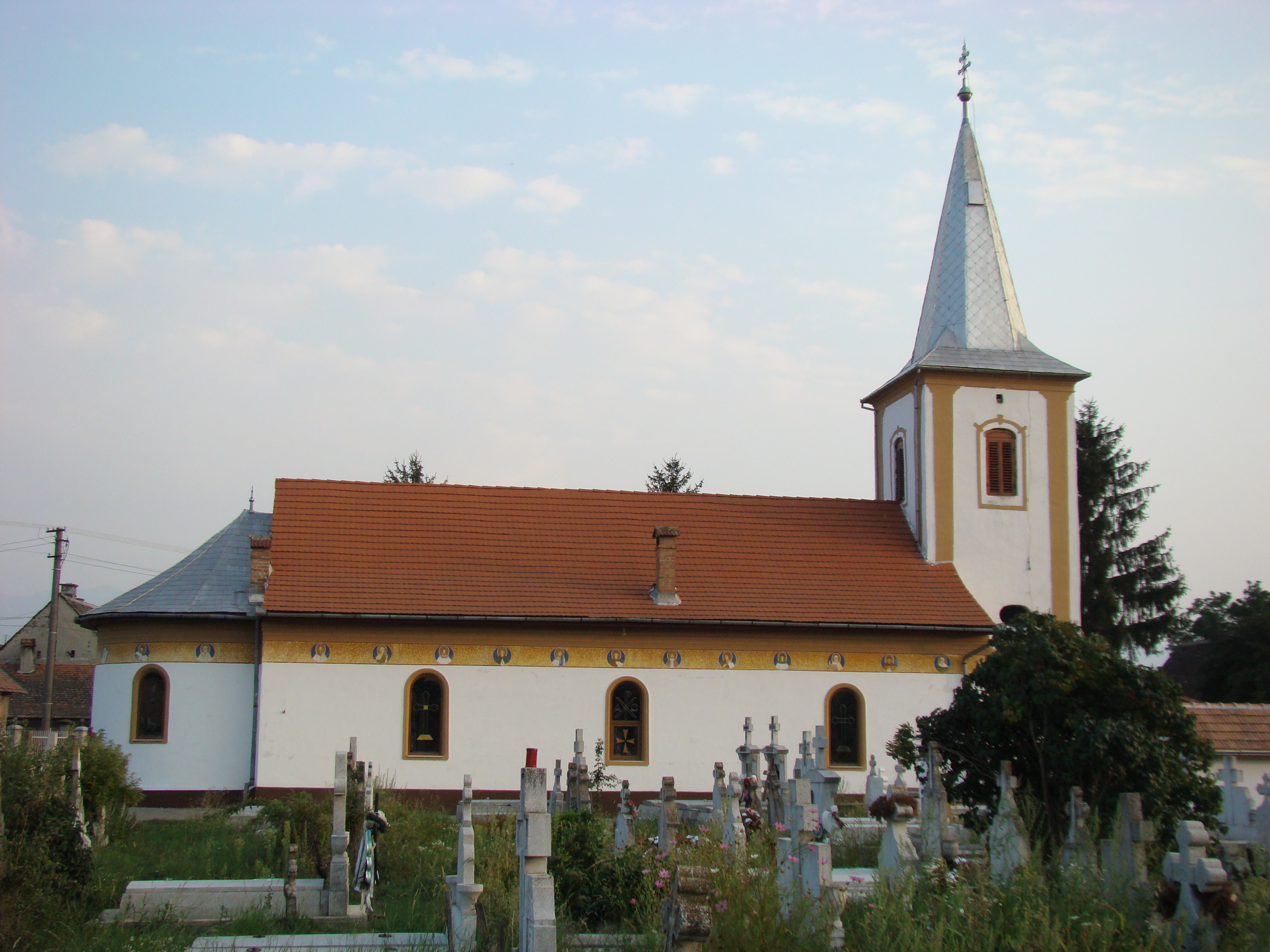
Biserica ortodoxă „Adormirea Maicii Domnului” (1850-1854)
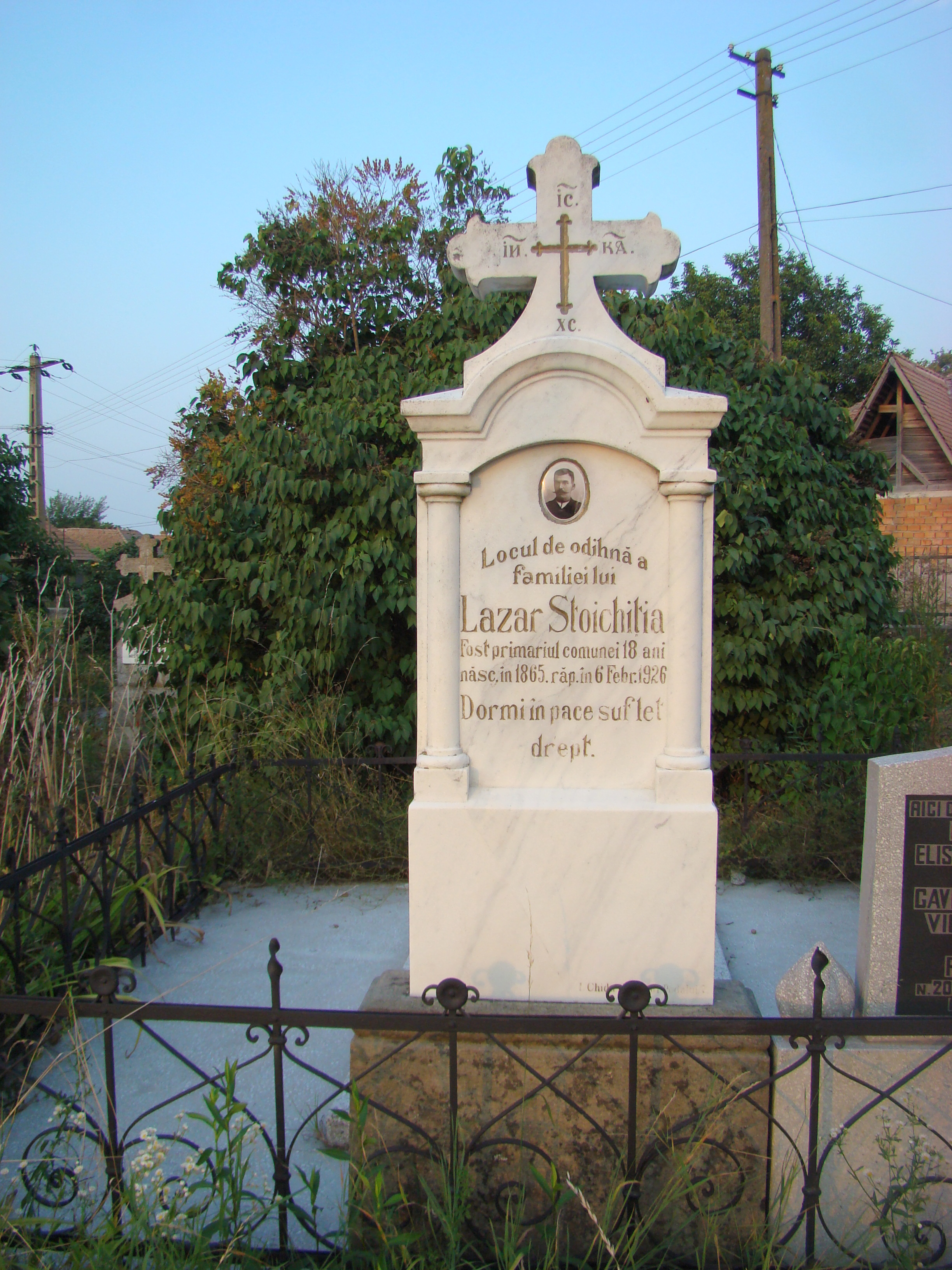
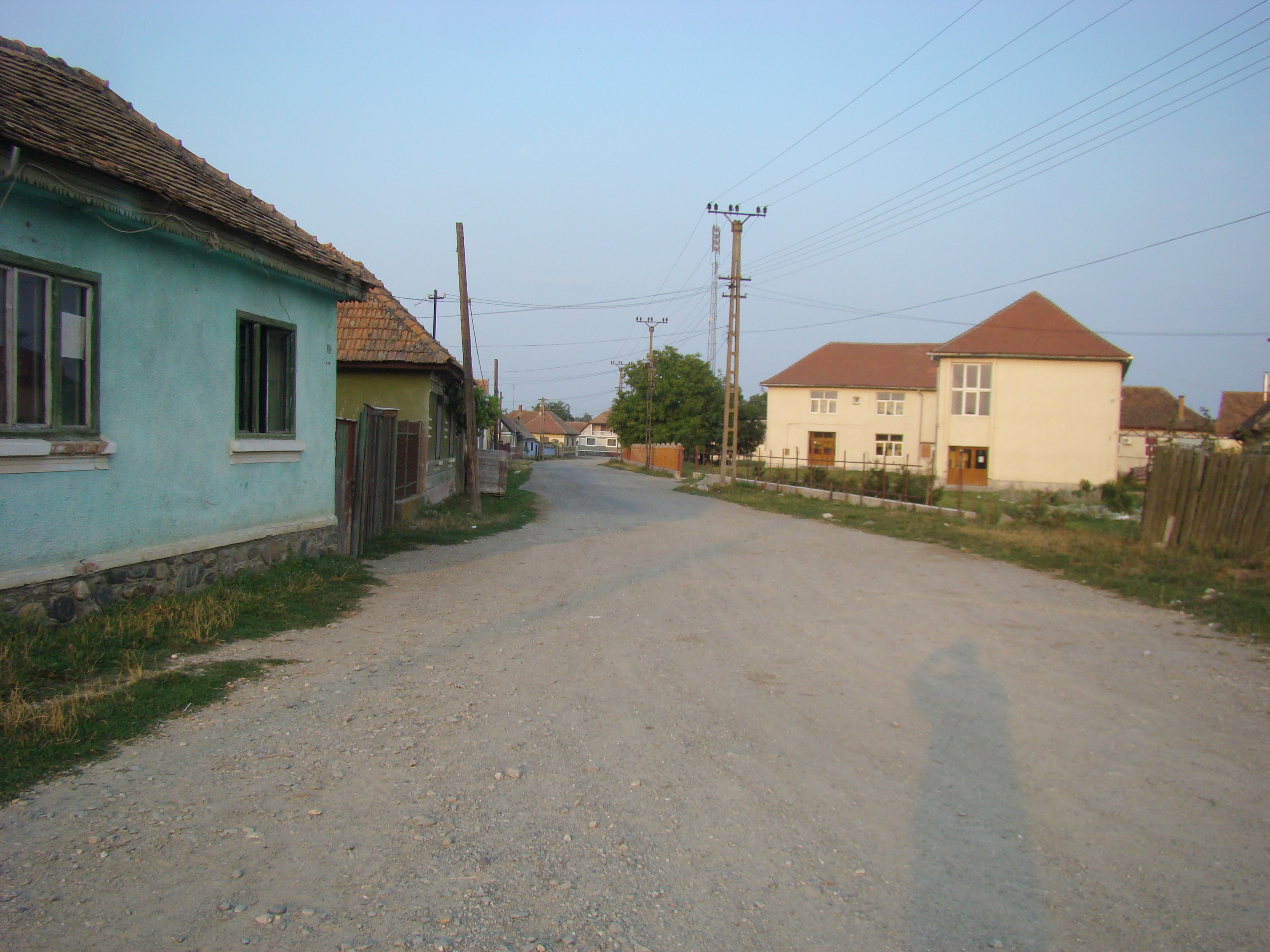
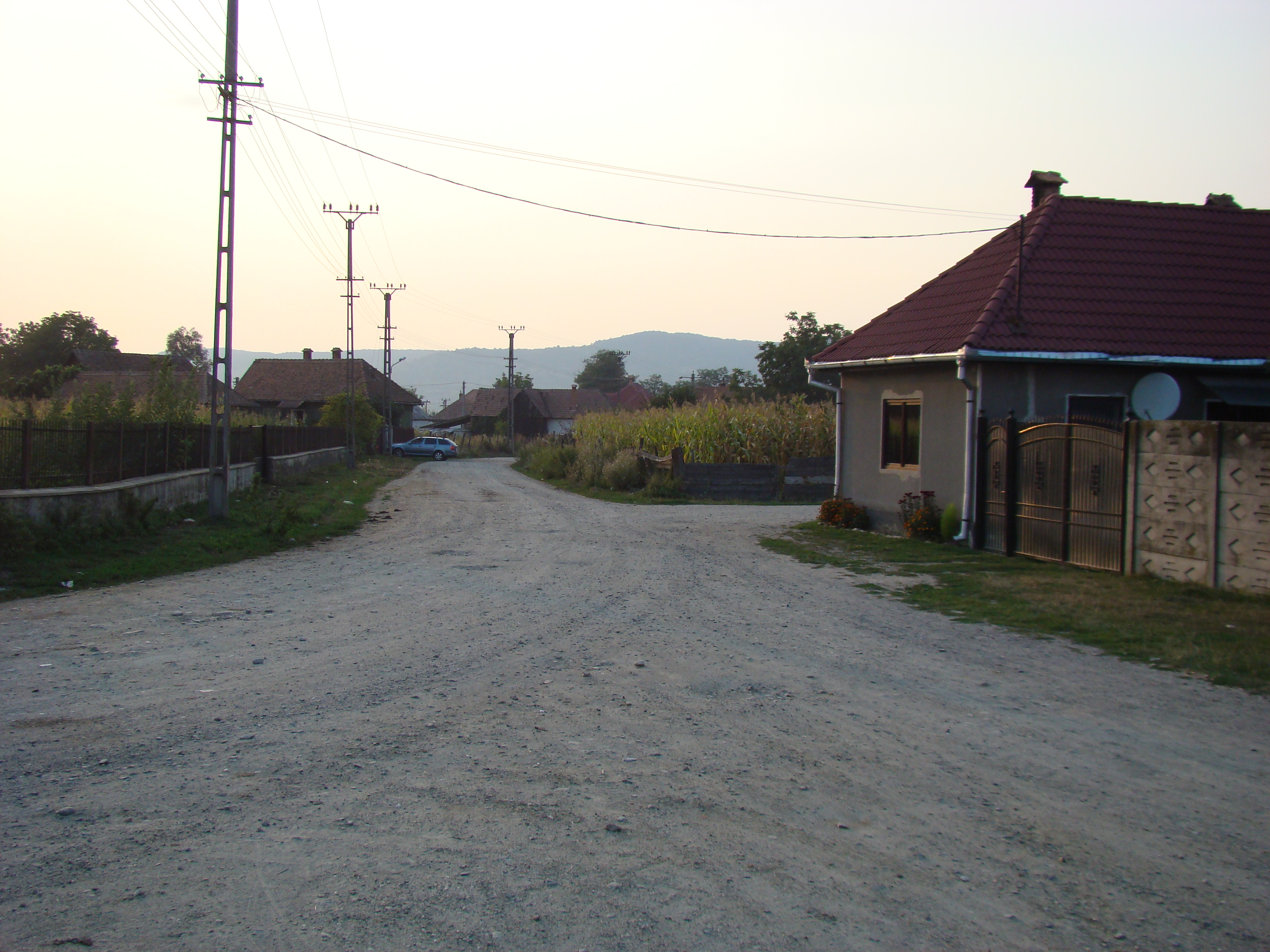
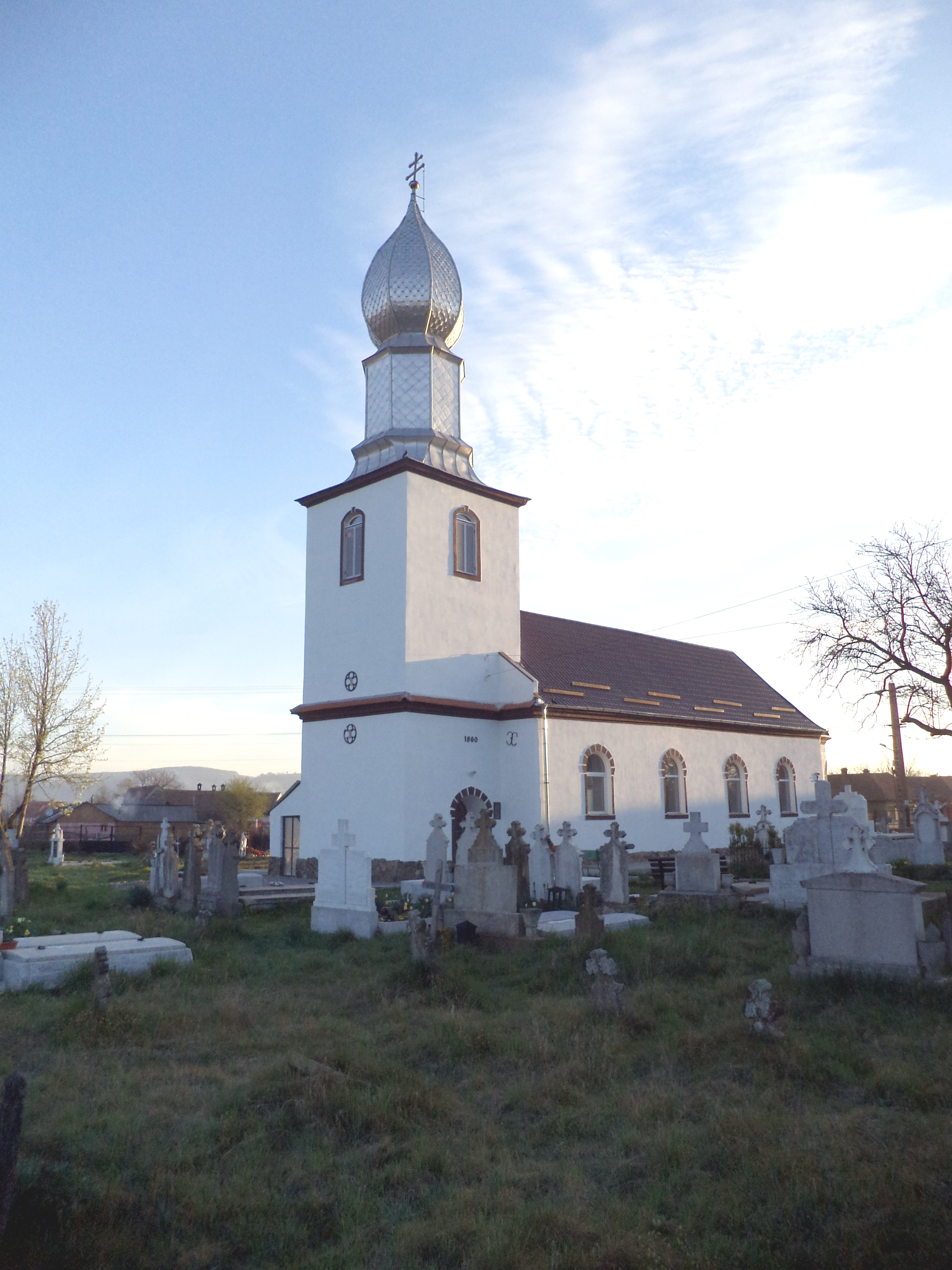
Biserica greco-catolică construită între 1845-1851, cu hramul Sfântul Nicolae
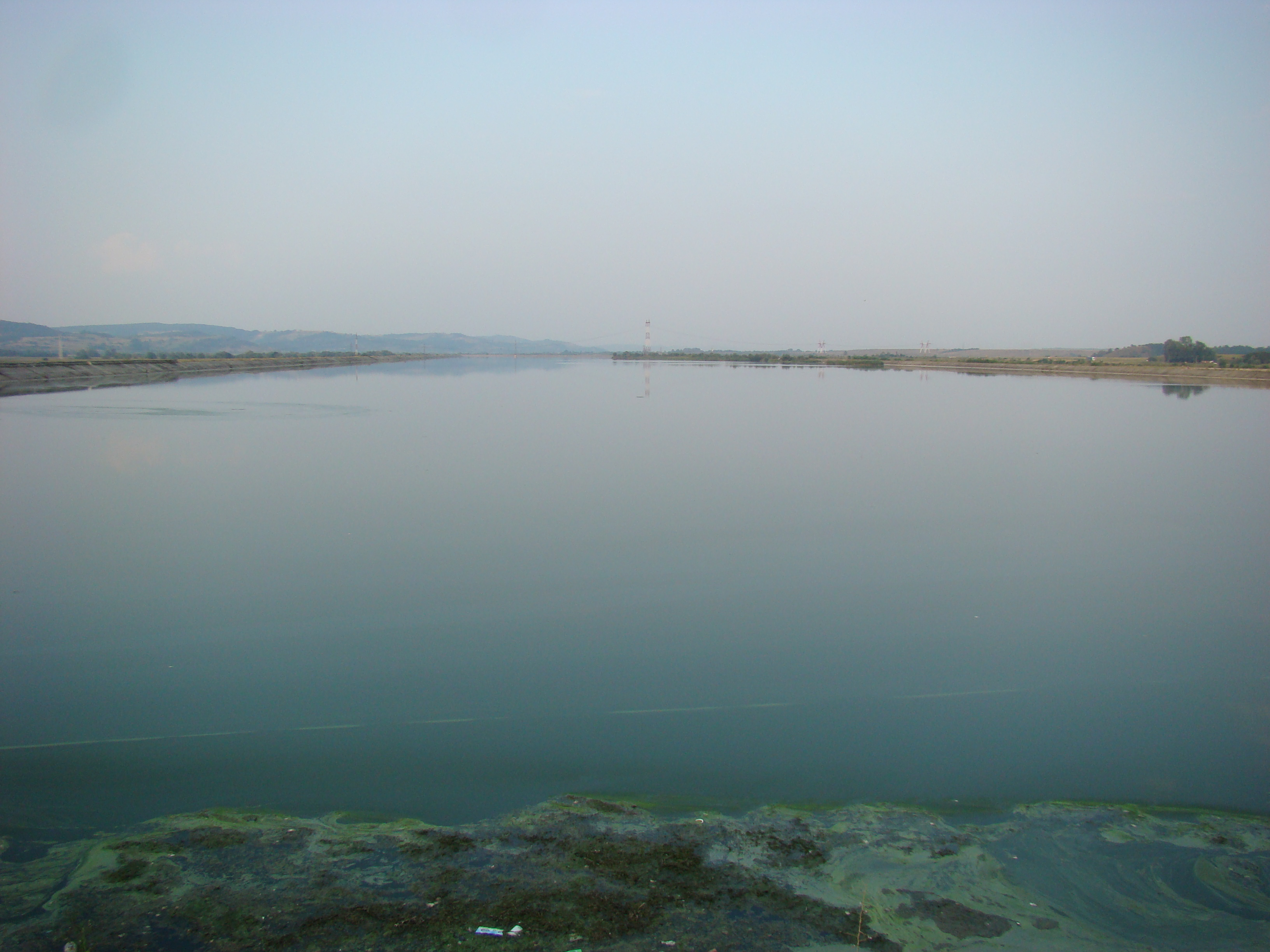
Lacul de acumulare
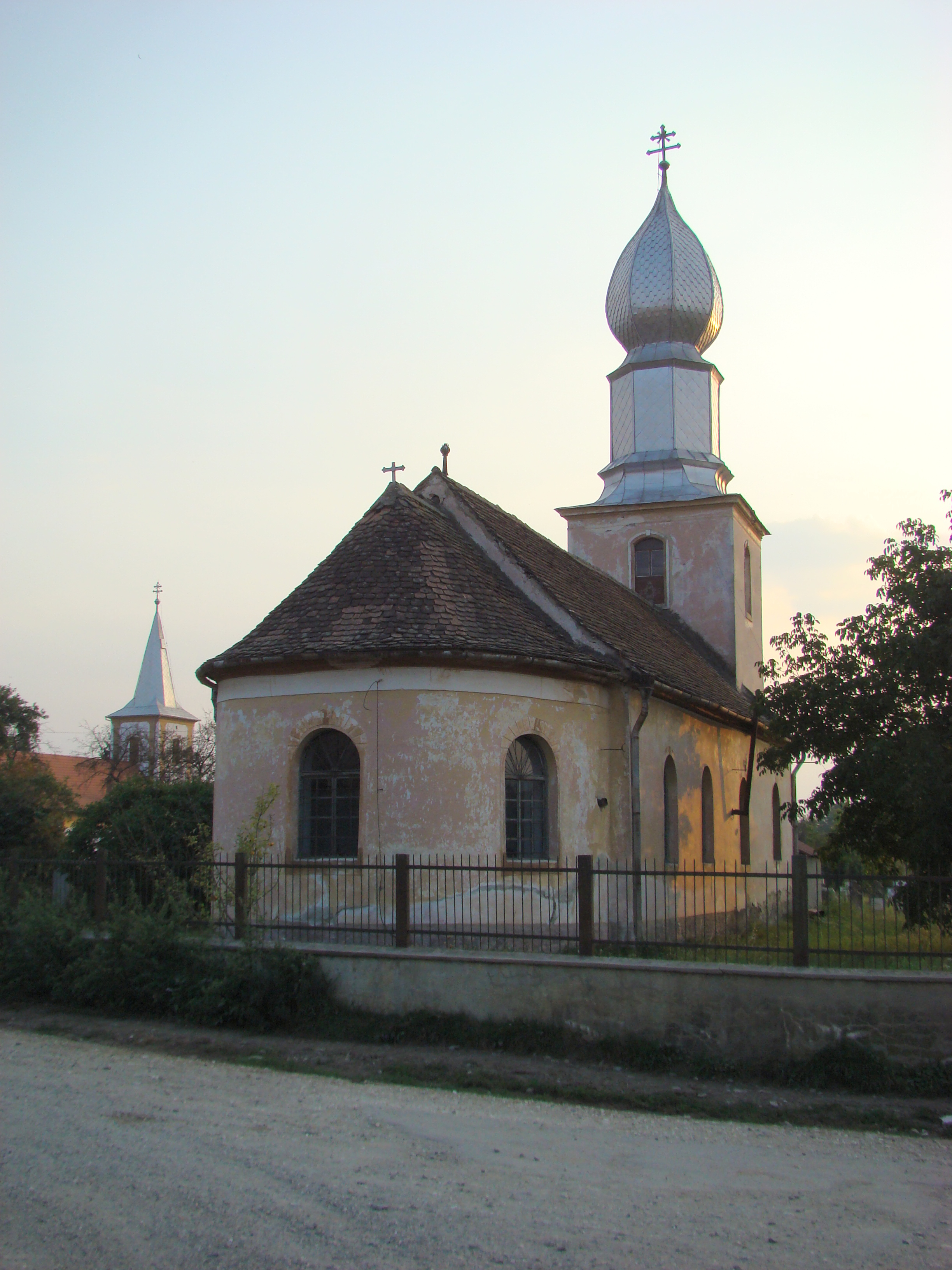
Biserica greco-catolică construită între 1845-1851, cu hramul Sfântul Nicolae